# Polynema sibylla
Polynema sibylla är en stekelart som beskrevs av Girault 1911. Polynema sibylla ingår i släktet Polynema och familjen dvärgsteklar. Inga underarter finns listade i Catalogue of Life.